# Lago di Tarsia
Il lago di Tarsia è un lago artificiale calabrese sito nel territorio comunale di Tarsia ed in parte di Santa Sofia d'Epiro in provincia di Cosenza. È posto a 54 metri sul livello del mare, nella sezione più bassa della valle del Crati.

## Storia
Il lago di Tarsia venne realizzato nel 1959, con lo scopo di creare un bacino idrico in funzione delle aree della Piana di Sibari nei periodi di massima siccità. Per realizzare il lago venne creata una diga nel punto più stretto della vallata che oggi ospita il lago, chiamato "Strette di Tarsia", attraverso lo sbarramento del fiume Crati.

## Caratteristiche
Il lago di Tarsia può essere considerato, tutt'al più, come una palude o uno stagno, con caratteristiche simili al lago Ariamacina. L'area intorno al lago presenta aspetti e morfologie tipiche delle zone paludose, con alti tassi di umidità e la presenza di specie di rettili e di uccelli di palude. Queste caratteristiche, ritenute di elevata importanza, hanno spinto all'istituzione, avvenuta nel 2000 da parte della regione Calabria su proposta dell'associazione ambientalista Amici della Terra Italia nel 1990, della riserva naturale Tarsia, oasi naturalistica di pregio ambientale.
Il lago risente, in maniera piuttosto consistente, di due fattori: la siccità estiva e le piene del periodo autunnale del Crati. A causa di tali fattori, il bacino idrico si presenta morfologicamente differente nei vari periodi dell'anno, con inverni e primavere di piene (dovuti soprattutto allo scioglimento delle nevi del versante greco della Sila), ed estati e primi mesi autunnali nei quali la portata del bacino si dimezza. Per ciò, il lago a differenza degli altri bacini artificiali della Sila, presenta una portata molto più instabile.
Diga
La diga che sbarra il fiume Crati è lunga 114 metri e crea un bacino idrico dal perimetro di 10 km e con una capacità d'invaso di 20 milioni di metri cubi d'acqua.